# Tripoline
Les tripoline sont des pâtes en forme de ruban, semblables aux mafaldine. Elles seraient originaires de Campanie. Ce sont des rubans épais striés sur une de leurs faces.
Dans les années 1930, l'Italie fasciste célèbre son empire colonial en créant de nouvelles formes de pâtes rappelant ses possessions africaines : tripoline (Tripoli), bengazine (Benghazi), assabesi (Assab) et abissine (Abyssinie). Par la suite, afin d'effacer les références au fascisme colonialiste, les tripoline sont renommées farfalline (petits papillons).